# رفتار مصرف‌کننده پایدار
رفتار مصرف‌کننده پایدار (به انگلیسی: Sustainable consumer behavior)، زیرشاخه‌ای از رفتار مصرف‌کننده است که بررسی می‌کند چرا و چگونه مصرف‌کنندگان اولویت‌های پایداری را در رفتار مصرف خود لحاظ می‌کنند یا نمی‌کنند. اینکه چه محصول یا محصولاتی را مصرف‌کنندگان انتخاب می‌کنند، شیوه استفاده از آن محصولات و نحوه دور ریختن آنها در جهت دستیابی به هدف‌های پایداری مصرف‌کنندگان را مطالعه می‌کنند.